# Enzo Cilenti
Enzo Cilenti, all'anagrafe Vincenzo Leonardo Cilenti (Bradford, 8 agosto 1974), è un attore britannico.

## Biografia
Nasce a Bradford, nel West Yorkshire, l'8 agosto 1974 da genitori italiani originari di Foiano di Val Fortore (in provincia di Benevento). Debutta sul piccolo schermo nella serie televisiva britannica Trial & Retribution e sul grande schermo nel 1999 in Wonderland diretto da Michael Winterbottom con il quale collaborerà anche in 24 Hour Party People. Dal 2002 è sposato con l'attrice Sienna Guillory con la quale ha spesso condiviso lo schermo. Approda anche nel cinema americano e nel 2011 recita in The Rum Diary - Cronache di una passione. Ha interpretato il personaggio di Yezzan no Qaggaz nella quinta stagione e sesta stagione della serie HBO Il Trono di Spade (Game of Thrones).

## Filmografia

### Cinema
- Wonderland, regia di Michael Winterbottom (1999)
- Dish, regia di Meloni Poole - cortometraggio (2001)
- The Love Doctor, regia di Jon Sen - cortometraggio (2001)
- Late Night Shopping, regia di Saul Metzstein (2001)
- Fallen Dreams, regia di Daniel Samray (2001)
- 24 Hour Party People, regia di Michael Winterbottom (2002)
- Simon: An English Legionnaire, regia di Martin Huberty (2002)
- Crust, regia di Mark Locke (2003)
- Double Take, regia di Toa Stappard - cortometraggio (2004)
- Millions, regia di Danny Boyle (2004)
- Baby Boom, regia di Jake Barnes - cortometraggio (2004)
- In the Bathroom, regia di Olivier Venturini - cortometraggio (2005)
- Colour Me Kubrick, regia di Brian W. Cook (2005)
- Rabbit Fever, regia di Ian Denyer (2006)
- Next, regia di Lee Tamahori (2007)
- In the Loop, regia di Armando Iannucci (2009)
- Il quarto tipo (The Fourth Kind), regia di Olatunde Osunsanmi (2009)
- Nine, regia di Rob Marshall (2009)
- 1320, regia di Wolfgang Wünsch (2011)
- The Rum Diary - Cronache di una passione (The Rum Diary), regia di Bruce Robinson (2011)
- Kick-Ass 2, regia di Jeff Wadlow (2013)
- La teoria del tutto (The Theory of Everything), regia di James Marsh (2014)
- Guardiani della Galassia (Guardians of the Galaxy), regia di James Gunn (2014)
- High-Rise - La rivolta (High-Rise), regia di Ben Wheatley (2015)
- L'uomo che vide l'infinito (The Man Who Knew Infinity), regia di Matthew Brown (2015)
- Sopravvissuto - The Martian (The Martian), regia di Ridley Scott (2015)
- Free Fire, regia di Ben Wheatley (2016)
- Bridget Jones's Baby, regia di Sharon Maguire (2016)
- L'uomo dal cuore di ferro (HHhH), regia di Cédric Jimenez (2017)
- Outside the Wire, regia di Mikael Håfström (2021)
- Di là dal fiume e tra gli alberi (Across the River and into the Trees), regia di Paula Ortiz (2022)
- Heart of Stone, regia di Tom Harper (2023)
- The Beekeeper, regia di David Ayer (2024)

### Televisione
- Trial & Retribution – serie TV, episodi 2x01-2x02 (1998)
- The Bill – serie TV, episodio 14x111 (1998)
- The Cops – serie TV, episodio 1x08 (1998)
- Heartbeat – serie TV, episodio 9x23 (2000)
- Sweet Revenge, regia di David Morrissey - film TV (2001)
- Rescue Me – serie TV, episodio 1x01 (2002)
- Spooks – serie TV, 4 episodi (2003)
- Where the Heart Is – serie TV, episodio 7x08 (2003)
- Coming Up – serie TV, episodio 1x07 (2003)
- No Angels – serie TV, episodio 2x01 (2005)
- The Virgin Queen – miniserie TV (2005)
- Roma – serie TV, 4 episodi (2005)
- NCIS - Unità anticrimine (NCIS: Naval Criminal Investigative Service) – serie TV, episodi 4x07-4x13 (2006-2007)
- Lie to Me – serie TV, episodio 3x09 (2011)
- Dr. House - Medical Division (House M.D.) – serie TV, episodio 8x21 (2012)
- Wolf Hall - miniserie TV, 1 puntata (2015)
- Il Trono di Spade (Game of Thrones) – serie TV, 4 episodi (2015-2016)
- Jonathan Strange & Mr Norrell – miniserie TV (2015)
- Jekyll and Hyde – serie TV (2015)
- L'amante di Lady Chatterley (Lady Chatterley's Lover), regia di Jed Mercurio – film TV (2015)
- The Last Tycoon – serie TV, 9 episodi (2016-2017)
- I miserabili (Les Misérables) – miniserie TV, 4 puntate (2018-2019)
- Luther – serie TV, 4 episodi (2019)
- Domina – serie TV, 4 episodi (2021-2023)
- The Serpent Queen – serie TV, 16 episodi (2022-2024)
- The Crown – serie TV, episodio 6x02 (2023)
- Black Mirror – serie TV, episodio 7x03 (2025)
- Alien - Pianeta Terra (Alien: Earth) – serie TV, episodio 1x01 (2025)

## Doppiatori italiani
Nelle versioni in italiano delle opere in cui ha recitato, Enzo Cilenti è stato doppiato da:
- Francesco Sechi in Dr. House - Medical Division, Nine
- Simone D'Andrea in Domina, Outside the Wire
- Andrea Lavagnino ne Il Trono di Spade, Heart of Stone
- Leonardo Graziano in Millions
- Antonio Palumbo in NCIS - Unità anticrimine
- Francesco Bulckaen ne Il quarto tipo
- David Chevalier in Roma
- Roberto Certomà ne La teoria del tutto
- Alessio Cerchi in Free Fire
- Gianfranco Miranda ne L'ultimo tycoon
- Andrea Contaldo in Bridget Jones's Baby
- Gianni Bersanetti ne I miserabili
- Matteo Brusamonti in The Crown
- Edoardo Stoppacciaro in The Beekeeper
- Alberto Bognanni in The Serpent Queen (st. 1)
- Roberto Fidecaro in The Serpent Queen (st. 2)